# Orlando Van Bredam
Orlando van Bredam (n. Villa San Marcial, Entre Ríos, 23 de agosto de 1952) es un escritor, ensayista y docente argentino. Tiene a su cargo las cátedras de Teoría Literaria y Literatura Iberoamericana en la Universidad Nacional de Formosa, provincia donde reside en la ciudad de El Colorado.

## Trayectoria
Desde muy chico se interesó por la literatura. En 1974 publicó su ensayo La estética de Armando Discépolo. Entre principios de la década del 80 y finales de la de 1990, recibió numerosos premios.
Fue incluido por el chaqueño Mempo Giardinelli en dos antologías nacionales de cuentos donde se destacan los microrrelatos Las armas que carga el diablo y Desde el pozo. Algunos textos suyos fueron traducidos al portugués y al flamenco. 
Tiene una novela finalista del Premio Clarín Alfaguara. Fue condecorado con los premios Fernández de Peirotén; Nacional José Pedroni y Emecé Editores.
Alcanzó gran difusión desde 2007, cuando se adjudicó el Premio Emecé Editores por Teoría del desamparo. Ese año, La música en que flotamos llegó a ser finalista del Premio Clarín Alfaguara de novela.
En 2011 lanzó su libro El retobado: Vida, pasión y muerte del Gauchito Gil.
Hacia 2015, vio publicado un cuento suyo en el diario porteño Página/12, lo que motivó un comentario muy elogioso por parte de Víctor Hugo Morales en la radio Continental de Buenos Aires.

## Obras
- 1974: La estética de Armando Discépolo (ensayo).
- 1981: La Hoguera Inefable.
- 1986: Asombros y condenas.
- 1989: Fabulaciones.
- 1991: Simulacros.
- 1994: La vida te cambia los planes.
- 1996: Las armas que carga el diablo.
- 1999: De mi legajo.
- 2000: Colgado de los tobillos.
- 2000: Los Cielos Diferentes.
- 2001: Colgado de los tobillos.
- 2005: Clausurado por nostalgia.
- 2007: Teoría del Desamparo.
- 2009: La música en que flotamos (finalista del Premio Clarín Alfaguara).
- El gran fabulador.
- 2009: Rincón Bomba.
- 2011: El retobado: Vida, pasión y muerte del Gauchito Gil.
- 2012: Cuento de horror.
- 2014: Mientras el mundo se achica.
- Nunca mires debajo de mi cama
- 2015: La mujer sin ombligo y otros textos.
- 2017: Nadie detiene las ambulancias.
- 2019: Poesía y ecología en la escuela secundaria.
- Desorden del día.
- Poesía reunida.
- Crímenes de aldea.
- 2020: La secreta delicia de estar juntos.
- 2022: El vidente de los días de lluvia.

## Galardones
- 1982: Premio Fray Mocho, por Los cielos diferentes.
- 1986: Premio Fernández de Peirotén, por Asombros y condenas.
- 1999: Premio José Pedroni, por De mi legajo.
- 2007: Premio de Emecé Editores por Teoría del desamparo.
- 2007: Finalista del Premio Clarín Alfaguara de novela, por La música en que flotamos.
- 2012: Ciudadano ilustre de El Colorado (Formosa).